# بخش کد
در محاسبات، یک قطعه کد، همچنین به عنوان بخشی از متن یا به سادگی متن شناخته می شود، بخشی از یک فایل شی یا بخش مربوطه از فضای آدرس مجازی برنامه است که حاوی دستورالعمل های اجرایی است.[1]
بخش
اصطلاح "بخش" از بخش حافظه می آید، که یک رویکرد تاریخی برای مدیریت حافظه است که با صفحه بندی موفق شده است. هنگامی که یک برنامه در یک فایل شی ذخیره می شود، بخش کد بخشی از این فایل است. هنگامی که لودر یک برنامه را در حافظه قرار می دهد تا بتوان آن را اجرا کرد، مناطق مختلف حافظه (به ویژه به عنوان صفحات) تخصیص داده می شود که هم مربوط به بخش های موجود در فایل های شی و هم مربوط به بخش هایی است که فقط در زمان اجرا مورد نیاز هستند. به عنوان مثال، بخش کد یک فایل شی در یک قطعه کد مربوطه در حافظه بارگذاری می شود.
بخش کد در حافظه معمولاً فقط خواندنی است و اندازه ثابتی دارد، بنابراین در سیستم های تعبیه شده معمولاً می توان آن را بدون نیاز به بارگذاری در حافظه فقط خواندنی (ROM) قرار داد. اگر بخش کد فقط خواندنی نباشد، معماری خاص اجازه می دهد تا کد خود را تغییر دهد. کد موقعیت ثابت یا مستقل از موقعیت ممکن است توسط چندین فرآیند در سیستم های حافظه قطعه بندی شده یا صفحه شده در حافظه به اشتراک گذاشته شود.[1][2] به عنوان یک منطقه حافظه، بخش کد ممکن است در زیر پشته یا پشته قرار گیرد تا از سرریز پشته و پشته از بازنویسی آن جلوگیری شود.

1. ↑  {Yu-An Tan; Ji-yan Zheng; Yuan-Da Cao; Xue-lan Zhang (October 2005). Buffer overflow protection based on adjusting code segment limit. IEEE International Symposium on Communications and Information Technology}
2. ↑  https://web.archive.org/web/20140502121214/http://www.beingdeveloper.com/memory-layout-of-a-program/